# Madness (album)
Madness är ett självbetitlat samlingsalbum av det brittiska ska/popbandet Madness. 
Madness släpptes bara i USA 1983. Det innehöll deras internationellt största hit, "Our House", från albumet The Rise & Fall, som inte släpptes i USA. Albumet fokuserar på Madness poplåtar, med "Night Boat to Cairo" (från EP:n Work, Rest and Play) som enda skalåt. 
Albumet Madness nådde som bäst en plats 192 på Billboardlistan. Det innehåller alla brittiska singlar från "Grey Day" till "Tomorrow's (Just Another Day)", dock utan "Driving in My Car" som ansågs för "typiskt brittisk" för att kunna slå utomlands.

## Låtlista
Sida 1
1. "Our House" (Christopher Foreman/Chas Smash) – 3:21
2. "Tomorrow's (Just Another Day)" (Michael Barson/Smash) – 3:12
3. "It Must Be Love" (Labi Siffre) – 3:12
4. "Primrose Hill" (Graham McPherson/Foreman) – 3:34
5. "Shut Up" (Foreman/McPherson) – 3:26
6. "House of Fun" (Barson/Lee Thompson) – 2:58

Sida 2
1. "Night Boat to Cairo" (Barson, McPherson) – 3:16
2. "Rise and Fall" (Foreman/McPherson) – 3:14
3. "Blue Skinned Beast" (Lee Thompson) – 3:20
4. "Cardiac Arrest" (Foreman/Smash) – 2:58
5. "Grey Day" (Barson) – 3:38
6. "Madness (Is All in the Mind)" (Foreman) – 2:52